# 길상천

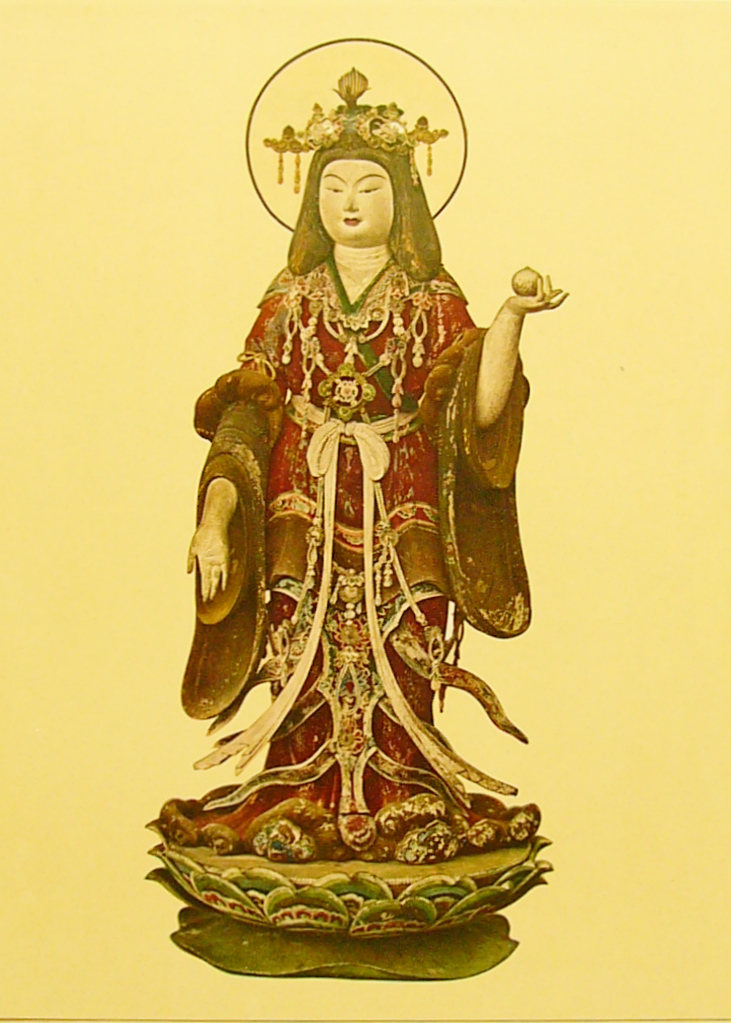
일본의 길상천상.

길상천(吉祥天)은 불교의 수호신인 천부 중 하나이다. 힌두교의 여신 락슈미가 불교에 편입된 것으로서 일본에서는 드물게 칠복신 중 한 명으로 간주되기도 한다.

## 같이 보기
- 칠복신
- 길상천녀
- 락슈미
- 여의보주